# Iglesia de Nuestra Señora de la Hora
La Iglesia de Nuestra Señora de la Hora también conocida como el nombre de la iglesia latina, es una iglesia católica en el centro de Mosul, en el norte de Irak. Construida en la década de 1870 por los padres dominicos, es sobre todo famosa por su campana donada por la emperatriz Eugenia de Montijo. Fue dañada durante la guerra de Irak y en abril de 2016 por el Estado Islámico.

## Historia
En 1860, después de la matanza de Damasco, durante la cual fueron asesinados entre 4000 y 6000 cristianos, Napoleón III envió una fuerza expedicionaria al Levante para ayudar a los cristianos orientales. Una década más tarde, los padres dominicos crearon en Mosul el Convento de Nuestra Señora de la Hora. En 1880, la emperatriz Eugenia donó su reloj. Fue entonces cuando la primera torre fue instalada en suelo iraquí. En el patio de la iglesia fue construido como una réplica de la gruta de Lourdes con una estatua de la Virgen de los Milagros, donde los feligreses vienen a rezar.

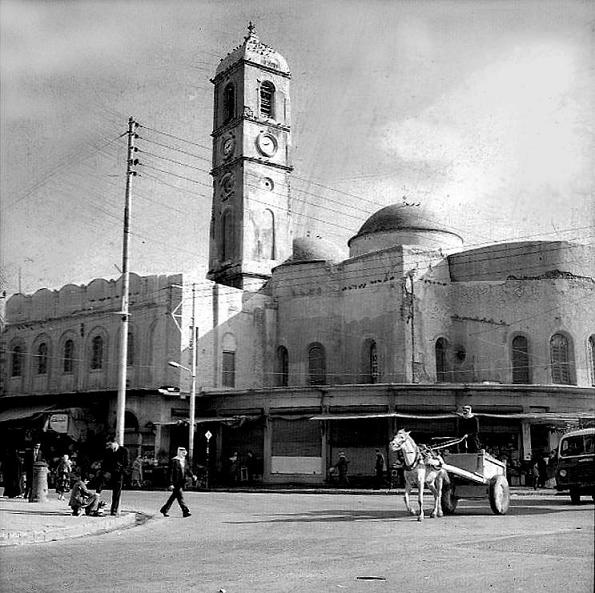
La Iglesia en 1940

En 2006, la iglesia fue parcialmente destruida en un bombardeo durante la guerra de Irak. En el verano de 2014, los cristianos en la llanura de Nínive, cayeron en manos del Estado Islámico. La mayor parte de las cuarenta y cinco iglesias que había fueron destruidas, convertidas en mezquitas o en prisiones. 
El 24 de abril de 2016, cundió el bulo de que había sido destruida por los terroristas con explosivos, pero resulta que sigue en pie. En 2020, el edificio es objeto de un proyecto de restauración bajo los auspicios de la Unesco.